# La Susi al jardí
La Susi al jardí (títol original en txec, Zuza v zahradách) és un curtmetratge d'animació txec de 2022 dirigit per Lucie Šimková-Sunková basat en el llibre homònim de Jana Šrámková. S'ha doblat al català.
La pel·lícula es va projectar a la secció de competició dedicada al públic infantil de la Berlinale 2022.

## Producció
La pel·lícula està creada utilitzant la tècnica manual de la pintura a l'oli sobre vidre. Lucie Šimková-Sunková va pintar 90 fons en cinc mesos, i el rodatge relacionat amb la creació de 17.000 finestres pintades va durar nou mesos més.

## Referència
1. 1 2 3  Roháčková, Kristina; Hrnčíř, Martin. «Poetický příběh z kouzelné zahrady. Na soutěži Berlinale se v premiéře představí český animovaný film».   iROZHLAS, 14-01-2022.
2. ↑  «L'illa dels ocells».   Pack Màgic. [Consulta: 23 febrer 2023].